# Ahmad Zanki
Ahmad Jaber Ali H. Zanki (sinh ngày 17 tháng 12 năm 1995) là một cầu thủ bóng đá chuyên nghiệp người Kuwait hiện tại đang thi đấu ở vị trí tiền vệ cánh cho câu lạc bộ Kuwait SC và Đội tuyển bóng đá quốc gia Kuwait.

## Sự nghiệp quốc tế
Zanki ra mắt cho đội tuyển quốc gia vào ngày 19 tháng 11 năm 2019, khi vào sân ở phút thứ 66 thay cho Faisal Zayid trong chiến thắng 1-0 trước Nepal trong khuôn khổ Vòng loại giải vô địch bóng đá thế giới 2022. Anh đã ghi bàn thắng quốc tế đầu tiên cho riêng mình trong lần khoác áo tiếp theo, khi ghi bàn ở phút thứ 85 trong trận thua 2-4 trước Bahrain tại Cúp bóng đá vịnh Ả Rập lần thứ 24.

## Bàn thắng quốc tế
Tỷ số và kết quả liệt kê bàn thắng đầu tiên của Kuwait, cột điểm cho biết điểm số sau mỗi bàn thắng của Zanki.
| #  | Thời gian           | Địa điểm                                  | Đối thủ | Ghi bàn | Kết quả | Giải đấu                          |
| -- | ------------------- | ----------------------------------------- | ------- | ------- | ------- | --------------------------------- |
| 1. | 2 tháng 12 năm 2019 | Sân vận động Quốc tế Khalifa, Doha, Qatar | Bahrain | 2–3     | 2–4     | Cúp bóng đá vịnh Ả Rập lần thứ 24 |

## Thống kê sự nghiệp

### Quốc tế
Tính đến 24 tháng 3 năm 2023.
| Đội tuyển quốc gia | Năm   | Trận | Bàn thắng |
| ------------------ | ----- | ---- | --------- |
| Kuwait             | 2019  | 2    | 1         |
| Kuwait             | 2021  | 6    | 0         |
| Kuwait             | 2023  | 1    | 0         |
| Total              | Total | 9    | 1         |